# Maria-preta-do-nordeste
Caça-moscas-preto-nordestino ou maria-preta-do-nordeste (Knipolegus franciscanus) é uma espécie de ave da família Tyrannidae.
É endémica do Brasil.
Os seus habitats naturais são: florestas secas tropicais ou subtropicais .
Está ameaçada por perda de habitat.